# نخستین اجرای زنده – ۱۹۹۰
اولین اجرای زنده - ۱۹۹۰ (به انگلیسی: The Live Debut - 1990) دومین ای‌پی زنده از خواننده و ترانه‌نویس آمریکایی ماریا کری است که در ۱۷ ژوئیه ۲۰۲۰ توسط کلمبیا رکوردز منتشر شد. این نسخه فقط-دیجیتالی شامل اولین اجراهای زنده کری در ۲۲ اکتبر ۱۹۹۰ در کلاب تاتو نیویورک برای تبلیغ اولین آلبوم استودیوی‌اش است.

## فهرست قطعه‌ها
اقتباس‌شده از اپل میوزیک.
| شماره      | نام                                                      | نویسنده(ها)              | مدت   |
| ---------- | -------------------------------------------------------- | ------------------------ | ----- |
| ۱.         | «معرفی/اعلام»                                            |                          | ۰:۱۶  |
| ۲.         | «عشق زمان می‌برد»                                         | ماریا کری Ben Margulies  | ۴:۱۵  |
| ۳.         | «چشم‌انداز عشق»                                           | کری Margulies            | ۴:۲۲  |
| ۴.         | «ناپدید شدن»                                             | کری Margulies            | ۴:۵۴  |
| ۵.         | «آن ترانه را پخش نکن (دروغ گفتی)» (بازخوانی بن ئی. کینگ) | احمد ارتگان Betty Nelson | ۳:۰۱  |
| مجموع مدت: | مجموع مدت:                                               | مجموع مدت:               | ۱۶:۴۸ |